# Верољуб Вукашиновић
Верољуб Вукашиновић (Доњи Дубич код Трстеника; 14. новембар 1959) српски је писац, уредник и издавач.
Заступљен је у више антологија српске поезије и превођен на неколико језика. Уређује зборнике Савремена српска проза који излазе у Трстенику, поводом истоимене књижевне манифестације.
Члан је Удружења књижевника Србије и члан књижевног клуба «Багдала» у Крушевцу. Живи у Трстенику.

## Награде
- Награда „Печат вароши сремскокарловачке”, за књигу песама Како је тихо Господе, 1999.
- Награда „Милан Ракић”, за књигу песама Двери у липама, за 2001.
- Награда „Кочићево перо”, за књигу песама Опрости, јагње бело, 2002.
- Награда „Србољуб Митић”, за књигу песама Цветна недеља, 2004.
- Награда „Јефимијин вез”, за књигу песама Цветна недеља, 2005.
- Награда „Кондир Косовке девојке”, 2006.
- Награда „Хаџи Драган”, 2009.
- Награда „Змај Огњени Вук”, за књигу песама Вртлар, 2009.
- Награда „Печат кнеза Лазара”, 2012.
- Награда „Бранко Ћопић”, за књигу поезије Изнад облака, 2013.
- Награда „Петровдански вијенац”, за књигу поезије Изнад облака, 2013.
- Признање „Песничка хрисовуља”, 2015.
- Награда „Заплањски Орфеј”, за песму „Ветар и дажд”, 2016.
- Награда „Златни Орфеј”, 2017.
- Награда „Сребрно летеће перо” (Бугарска)
- Награда „Драинац”, за песничку књигу Тилић, 2021.[2]
- Златна значка Културно-просветне заједнице Србије, 2016.[3]
- Награда „Витез Слова Словенског”, 2022.[4]

## Дела
Књиге песама
- Чежња за вртом, 1993;
- Повесмо, 1995;
- Како је тихо Господе, 1999, 2000;
- Двери у липама, 2001;
- Опрости, јагње бело, 2002;
- Шумски буквар (песме за децу), 2003, 2006;
- Цветна недеља, 2004;
- Светлост у брдима (изабране и нове песме), 2007;
- Вртлар, 2008
- Лице, 2009.
- Изнад облака, 2012.
- Самар (изабране песме) 2014.
- Свети жар (изабране и нове песме) 2015.
- Ветар и дажд, 2016.

Монографије
- Доњи Дубич

Приредио
- Пред дверима, избор из српске молитвене поезије, 2005.
- Писац и историја, зборник о Добрици Ћосићу уредио са Марком Недићем, 2004.
- Миодраг Ибровац и његово доба, зборник, 2012.